# 足立由夏
足立 由夏（あだち ゆか、 1981年8月10日 - ）は、日本の声優、女優。東京都出身。マウスプロモーション所属。

## 人物
1998年からInnocentSphereに所属して舞台・映像での活動を経る。その後、「ずっとやりたいと思っていたことを実現させるためには今しかない」と思い、2010年からマウスプロモーションに所属。
趣味・特技は打楽器演奏・読書・料理・歌。

## 出演
太字はメインキャラクター

### テレビアニメ
2011年
- 30歳の保健体育（リョー）

2014年
- ブレイク ブレイド

2015年
- ドラえもん（テレビ朝日版第2期）（少年A）

2018年
- 僕のヒーローアカデミア（2018年 - 2024年、勝己の母〈爆豪光己〉〈2代目〉） - 3シリーズ
- ぐらんぶる（外国人女性の音声）
- 新幹線変形ロボ シンカリオン（月山チアキ）

2022年
- 終末のハーレム（ポープ補佐官）

2023年
- 江戸前エルフ（村井・妻、歌声、女性C）
- マッシュル-MASHLE-（2023年 - 2024年、女教師、マルヴィナ・メビダブル） - 2シリーズ

2024年
- Ninja Kamui  （忍者、官房長官）

### 劇場アニメ
- 劇場版ブレイクブレイド 第三章 凶刃ノ痕（2010年、メイド）

### Webアニメ
- ブラザーフッド ファイナルファンタジーXV（2016年、アナウンサー、生徒）
- マウスどうぶつえん（2019年、フェネックのゆか）
- BULLET/BULLET（2025年、住民[7]）

### ゲーム
2010年
- 剣と魔法と学園モノ。2G（ビスコ）

2012年
- 幻想水滸伝 紡がれし百年の時（ツェレンドラム）

2013年
- わんニャンペットショップ（てるみ社長）

2015年
- ウィッチャー3 ワイルドハント（エヴリン・ギャロ）

2016年
- ライフ イズ ストレンジ（デーナ・ワード）

2018年
- ライフ イズ ストレンジ ビフォア ザ ストーム（デーナ・ワード）
- プレカトゥスの天秤（ゲルダ・ノエルガ）

2019年
- コール オブ デューティ モダン・ウォーフェア （ファラ・カリム）

2020年
- スペースチャンネル5 VR あらかた★ダンシングショー（すんすん）
- ライフ イズ ストレンジ2（キャシディ）
- Ghost of Tsushima （ふさ）
- Marvel's Spider-Man: Miles Morales
- サイバーパンク2077 
- ファイナルファンタジーVII リメイク

2021年
- ぷよぷよ!!クエスト（セオ）
- Destruction AllStars（HANA）

2022年
- As Dusk Falls（ゾーイ・ウォーカー）
- コールオブデューティー　モダン・ウォーフェアⅡ（ファラ・カリム）
- タクティクスオウガ リボーン（クレシダ）

- ニード・フォー・スピード アンバウンド（ジャスミン）

2023年
・コール オブ デューティ モダン・ウォーフェアIII（ファラ・カリム）
2025年
・シドマイヤーズ シヴィライゼーションVII (ナレーション)

### ドラマCD
- MAUSU THEATER

### 吹き替え

#### 映画
- アイスマン（少年僧）
- 赤い薔薇ソースの伝説（ヘルトルーディス〈クローデット・メイル〉）
- ある決闘－セントヘレナの掟－（フィロミーナ）
- アンソニー・ロビンズ －あなたが運命を変える－（ダイアン）
- エンド・オブ・ザ・フューチャー（ベン）
- ガーディアンズ: 呪われた地下宮殿（ミリー・パイパー〈ステフ・ドーソン〉）
- 神の日曜日（ケイシャ〈トレイシー・ボナー〉）
- コンカッション
- ギャングバスターズ
- グレース・オブ・モナコ 公妃の切り札（バチョッキ伯爵夫人）
- ステップシスターズ（サンドラ）
- チーム・コンバット（アレックス）
- ノベンバー・ルール（ヘイリー）
- ハラ（ハラ〈ジェラルディン・ヴィスワナサン〉）
- PAN 〜ネバーランド、夢のはじまり〜（スキニー）
- ビーニー・バブル（マヤ〈ジェラルディン・ヴィスワナサン〉）
- フリークスシティ（ネッドの母）
- マッドマックス/サンダードーム（ゲッコ）※スーパーチャージャー版
- 密偵（キム・サヒ）
- わらの犬

#### テレビドラマ
- iCarly
- iゾンビ（テレサ／デスティニー）
- Unsolved: 未解決ファイルを開いて（ドナ）
- アンフォゲッタブル
- うわさのツインズ リブとマディ（スキーター）
- NCIS ニューオリンズ（エロイーズ）
- NCIS 〜ネイビー犯罪捜査班 シーズン10 #20（レベッカ・チャイデス）
- オレンジ・イズ・ニュー・ブラック（ジーナ）
- ガール・ミーツ・ワールド（ジェンキンス／モーガン）
- 奇皇后 〜ふたつの愛 涙の誓い〜（チョン・サオン）
- キムチ 不朽の名作
- KILLJOYS/銀河の賞金ハンター（クララ）
- グッド・オーメンズ（アダム・ヤング／戦争）
- グッド・オーメンズ2（ウリエル）
- The Good Cop / グッド・コップ（コーラ・バスケス〈モニカ・バルバロ〉）
- クラッシュとバーンスティーン
- クリミナル・マインド
- クレイジー・エックス・ガールフレンド（メレディス）
- COLONY/コロニー（チャーリー・ボーマン／フィリス）
- The Seventies
- The Naked（ジャクリン、メラニー）
- ジェシカ・ジョーンズ（ドロシー・ウォーカー）
- SICK NOTE〜診断書で人生復活?!〜（ベッカ・パーマストン）
- 新・イヴのすべて 〜愛とキャリアを賭けた女神たち〜（ジャン・ウェンイェン）
- スーパーナチュラル
- スクール・オブ・ロック（カルパキス先生）
- ダウントン・アビー（ウィルキンス/シャクルトン夫人）
- チーム対抗!目利きチャンピオン決定戦
- 超能力ファミリー サンダーマン（ハックソー）
- TRUE DETECTIVE（エミリーの母）
- バイカーバトルグラウンド フェニックス（リサ・シール）
- 瞳の奥に（ルイーズ）
- ビル・ナイが世界を救う（ジョアンナ・ハウスマン）
- THE BLACKLIST/ブラックリスト
- フランケンシュタイン・クロニクル（ジェマイマ・ハーヴェイ〈ヴァネッサ・カービー〉）
- Project Mc²（クロフォード博士）
- プリティー・リトル・ライアーズ（ジュリー）
- ベター・コール・ソウル（グレタ）
- 僕と君と彼女の関係（カイリー）
- ボンダイビーチ動物病院（リサ・チャイムズ）
- マキシマ オランダ・プリンセス物語
- ミルドレッドの魔女学校（ミス・タピオカ）
- MEDIAS 6（フィン）
- LUCIFER/ルシファー
- レギオン
- レジデント 型破りな天才研修医（ミーナ・オカフォー〈シャウネット・レニー・ウィルソン〉）[12]
- LAW & ORDER:UK（ケイト・バーカー） [13]
- ワイルド・マウンテン 荘厳なる峻嶺 （ヒラリー・オニール）

#### テレビ番組
- アメリカお宝鑑定団ポーンスターズ
- ブリティッシュ ベイクオフ シーズン4（ルビー）

#### テレビアニメ
- ドックのおもちゃびょういん（ダーラ）
- パワーパフガールズ（ミズ・モス）
- バンジのにゃむにゃむ日記（主任先生・テプン）
- ヒックとドラゴン
- ムークのせかいりょこう（セトナ、パオ）

### シリーズ一覧
1. ↑  第3期（2018年）、第6期（2023年）、第7期（2024年）
2. ↑  第1期（2023年）、第2期『神覚者候補選抜試験編』（2024年）